# Villa Bernini Buri
Villa Buri, Spolverini, Bernini Buri è una villa veneta di Verona. Si trova in località Bosco Buri, nel quartiere San Michele Extra.
È un complesso monumentale formato dalla casa patronale, dalla cappella, dai rustici, dalle scuderie, dalle stalle, dalla casa del fattore, dalla barchessa, circondata da 300 ettari di campagna e da un parco all'inglese in gran parte alberato anche con alberi esotici che, dalle sponde del fiume Adige, si estende per circa 25 ettari.

## Storia
La famiglia Buri era molto influente a Verona. Si ha notizia di frate Fino de' Buri priore del monastero degli agostiniani a Santa Eufemia nel 1262. Nel 1405 Galvano Buri, ascritto al Nobile Consiglio di Verona, fu uno dei capi del Collegio dei notai. I discendenti di Galvano ottennero dai veneziani il titolo di conte, con giurisdizione sopra la Villa Bartolomea insieme ai Bevilacqua Lazise, e su Lazise e San Bonifacio. I conti Buri possedevano anche altre proprietà a Verona e nella sua provincia. Con il permesso dei veneziani che dominavano il veronese, i Buri fecero costruire la villa in riva all'Adige che porta il loro nome.

### Fondazione e origini
È tradizione che abbia costruito la villa Gian Antonio Spolverini agli inizi del '600 su disegno di Domenico Brugnoli, nipote del Sanmicheli, ma sul luogo i Buri erano presenti già dal 1574.
La prima notizia della proprietà Buri si riferisce al dicembre 1738 quando il duca di Lorena e la consorte Maria Teresa, regina d'Ungheria e Arciduchessa d'Austria, giunsero con dame e cavalieri per "fare la quarantia di giorni vent'otto" richiesta dalla epidemia pestilenziale che si andava diffondendo a Verona.
Nel 1776, Girolamo Buri sposò Isotta Spolverini e dal loro matrimonio nacque Giovanni Danese Buri, che strutturò il parco a giardino all'inglese guadagnandosi l'encomio di intellettuali famosi ed esperti del settore come Ippolito Pindemonte e Luigi Mabil. Sono poche le notizie documentate sulla storia della villa. È certo che i Buri si dedicarono alla bonifica agraria e compirono importanti opere irrigue nella loro campagna. Una “rosta” che faceva parte dell'impianto irriguo della villa è entrata nel patrimonio folcloristico e poetico veronese. È parimenti certo che i Buri arredarono la loro dimora con eccezionale magnificenza, fissata sulla carta da testimoni oculari: Ronzani e Finetti per l'Ottocento, Centorbi per il Novecento. Un'altra notizia certa è che nel 1844 avvennero delle esercitazioni militari austriache, nei pressi del parco della villa, nelle quali venne compiuto anche il guado del fiume. Nel 1880 morì Girolamo, ultimo dei Buri ed i Bernini (la famiglia del genero) ne assunsero il nome.
La villa divenne salotto dell'aristocrazia del settecento, centro culturale nell'Ottocento e fiorente azienda agricola nel Novecento. In questo periodo il parco era popolato da un gruppo di daini. Nel 1921 l'ultimo conte che risiedette nella villa, Giuseppe Bernini Buri, si iscrisse al Partito Nazionale Fascista. A quel tempo il palazzo era nel pieno del suo splendore. Attorno al 1930, a detta della contessa Giuseppina Della Croce sorella del conte sopracitato, la villa conservava affreschi d'epoca riguardanti la storia della famiglia, una pala d'altare del Caroto, una Madonna con Bambino del Liberale, 6 fiamminghi di genere, 14 paesaggi del Porta e decine di ritratti di personaggi vari fra cui alcuni attribuiti al Longhi e alla sua scuola, mobilio settecentesco e ottocentesco di raro pregio, una ricca biblioteca e un archivio con manoscritti e pergamene, servizi di porcellana e cristallerie raccolti principalmente in Europa ed in Estremo Oriente.
Dopo la fine della seconda guerra mondiale, per otto giorni circa, dal 25 aprile ai primi del maggio successivo, fuggiti i tedeschi insediatisi in alcuni locali del palazzo, ancora sfollati i proprietari, la villa fu oggetto di saccheggio da parte della popolazione civile locale: vennero distrutti la biblioteca e l'archivio; venne asportato tutto il patrimonio artistico (comprendente 280 quadri circa); sparirono il mobilio e le suppellettili; il parco venne devastato e gli arredi sacri della cappella trovarono nuovi possessori. Il tutto è registrato dalla stampa e da una lapide in memoria di Giuseppe Bernini Buri posta nella cappella. Si salvò solo la pala d'altare del Caroto che venne donata al Comune di Verona dallo stesso Giuseppe Bernini Buri. Qualche oggetto fu faticosamente ricuperato presso ricettatori in Verona, Mantova, Brescia ed ora orna la dimora della citata contessa Giuseppina Della Croce. Successivamente, la villa rimase proprietà dei Bernini Buri anche se non vi risiedevano. Nel 1951, villa Buri ospitò alcuni alluvionati del Polesine.

### Collegio scout a villa Buri
Nel 1953 Mario Mazza, uno dei fondatori dell'Associazione scouts cattolici italiani (ASCI) e fondatore del Movimento Adulti Scout Cattolici Italiani (MASCI), trasferì il suo collegio scout in villa Buri. Lo stesso Mazza risiedette nella villa assieme alla moglie e alla cognata. Con loro vivevano anche un'ottantina di ragazzi facenti parte di questo collegio. Nel 1959 Mazza muore e nel 1960 il collegio scout chiude. La villa viene svuotata di tutto.

### Il periodo dei Fratelli della Sacra Famiglia
Nel 1961 i Bernini Buri affittarono e poi vendettero (1971) la proprietà (20 ettari) ai Fratelli della Sacra Famiglia, che trasformarono la villa in un seminario. I nuovi proprietari vendettero in seguito la parte del parco a ridosso dell'Adige detta oggi Bosco Buri al Comune di Verona ed alcuni ettari di seminativo ad un privato. Per anni il palazzo fu casa di formazione, per poi divenire scuola media diocesana, fino al 1997, anno in cui la Diocesi di Verona decise la chiusura di tali istituti. I Fratelli della Sacra Famiglia svolgono tuttora attività di catechesi e di insegnamento in diocesi. Nel 1994 aprirono un Centro Diurno per minori in difficoltà. A loro si deve il restauro della villa e dei fabbricati rurali, la realizzazione di opere di manutenzione ordinaria e straordinaria: esemplare, per la cura della struttura e dell'ambiente di villa e parco, fra tutte la realizzazione dello scantinato, per eliminare infiltrazioni d'acqua dal sottosuolo, e scavato senza l'utilizzo di mezzi meccanici per evitare che le vibrazioni potessero recare pregiudizio alla struttura.

### Anni 2000
Nel 2000 i fratelli decisero di vendere la proprietà diventata troppo grande e “ricca” per la piccola comunità che vi viveva. Nel 2001 si riunirono i rappresentanti di varie associazioni e discussero sull'eventualità di acquistare la villa. Il progetto, che queste associazioni si erano prefissate di portare a termine, era quello di creare un “Grande parco Culturale” a villa Buri. Dal 1992 il parco è sede della celebre Festa dei Popoli e proprio durante l'evento del 2002 avvenne un incontro del tutto casuale tra Marina Salamon e Marco Benatti, imprenditori veronesi attenti alle vicende sociali e politiche della città. Il progetto piacque anche a loro e il risultato dell'incontro fu la sottoscrizione di un contratto di comodato tra i coniugi Benatti e Salamon e l'Associazione Villa Buri onlus costituitasi nel 2003. Nel 2004 viene costituita l'Associazione Amici di Villa-Bosco Buri che ha il compito di mantenere e valorizzare il parco.

### Anni 2020
Dal 22 al 25 agosto 2024 ha ospitato la terza Route Nazionale delle Comunità Capi dell'Associazione Guide e Scouts Cattolici Italiani, evento che ha visto la partecipazione di circa 18000 adulti provenienti da tutta Italia.

## Descrizione

### L'edificio principale
Il palazzo è dotato di due facciate. La principale, rivolta a sud, presenta due ali avanzate racchiudenti il corpo centrale con loggia e finestroni con le classiche incorniciature a bozze al pianterreno, poggiolo in ferro battuto al primo piano e piccolo attico tra quattro gugliette sul tetto. In alto domina lo stemma della famiglia Buri: un'orsa rampante. La facciata nord è più uniforme: non presenta ali avanzate, anch'essa mostra portale e finestre con orlature a bozze al piano terra e poggiolo in ferro battuto al piano nobile. Un grande timpano, con ai lati due alte pigne, ne decora la parte centrale.
All'interno, ci sono rimasti alcuni affreschi che rappresentano allegorie e la vita gaudiente che conducevano i Buri. Appena si entra nel lungo atrio sul quale ora si aprono le aule e il refettorio che erano dell'Istituto, è affrescato sul soffitto un'allegoria della fertilità della Terra, racchiusa in una cornice sagomata. Nell'affresco si vede una figura femminile portare i frutti della Terra (l'uva, un cocomero, delle spighe di grano, una mela …) aiutata da dei putti. Ai lati ci sono due lunette che rappresentano dei putti che giocano tra le nuvole. Negli spazi tra i vari finestroni c'erano affrescati dei ritratti di personaggi del mondo dell'arte e della scienza dell'epoca. I Buri negli affreschi volevano far vedere oltre alla vita oziosa che facevano, anche che si interessavano della cultura e della scienza e non erano solo dei “pigroni”. Nello stesso atrio c'è anche una lapida commemorativa di Gabriele Taborin fondatore dell'ordine laico dei Fratelli della Sacra Famiglia.
Sullo scalone è rappresentata l'apoteosi di un conte Buri firmata e datata: " Ant. De Alexandris Ped…Piacentini Fecit delineavit et pinxit An. 1734. In questo affresco si vede, in uno sfondo con il cielo, la Gloria che accoglie un conte Buri. Si riconosce che è un Buri perché tiene in mano lo stemma della famiglia che rappresenta l'orsa rampante.
Al piano nobile della villa che ha la stessa disposizione del pian terreno non sono presenti affreschi o altre opere. Nella sala conferenze che era un salone si vedono ancora degli ovali e dei riquadri senza niente, testimonianza del saccheggio che il palazzo ebbe al termine del secondo conflitto mondiale. Al pian terreno, nel salone centrale, è rappresentato un grande affresco monocromatico. Dipinto nel corso del 1700 da De Alessandri, rappresenta una graziosa donna che porta una lunga ghirlanda di fiori, quest'ultima sostenuta anche da diversi putti. In due lunette poste su due lati del monocromatico sono rappresentati Andrea Palladio, architetto di ville venete, e Tiziano Vecellio il famoso artista cinquecentesco.
Nel salone a fianco a quello centrale c'è un affresco rappresentante due Muse della musica, una con un violino l'altra che regge una piccola arpa. Agli angoli di quest'opera sono rappresentati dei giochi da tavolo: una scacchiera, una dama. La rappresentazione dei giochi da tavolo è probabilmente la dimostrazione della vita gaudiente dei Buri. L'artista è De Alessandri.
Gli affreschi migliori si trovano in quello che oggi è una sala riunioni. Questa stanza al tempo dei Buri era una sala da pranzo. Successivamente con il collegio scout di Mazza divenne un laboratorio di scienze, e quando ci furono i Fratelli della Sacra famiglia ancora una sala da pranzo. Gli affreschi di questa sala sono attribuiti a Marco Marcola (1740-1798) un pittore veronese.

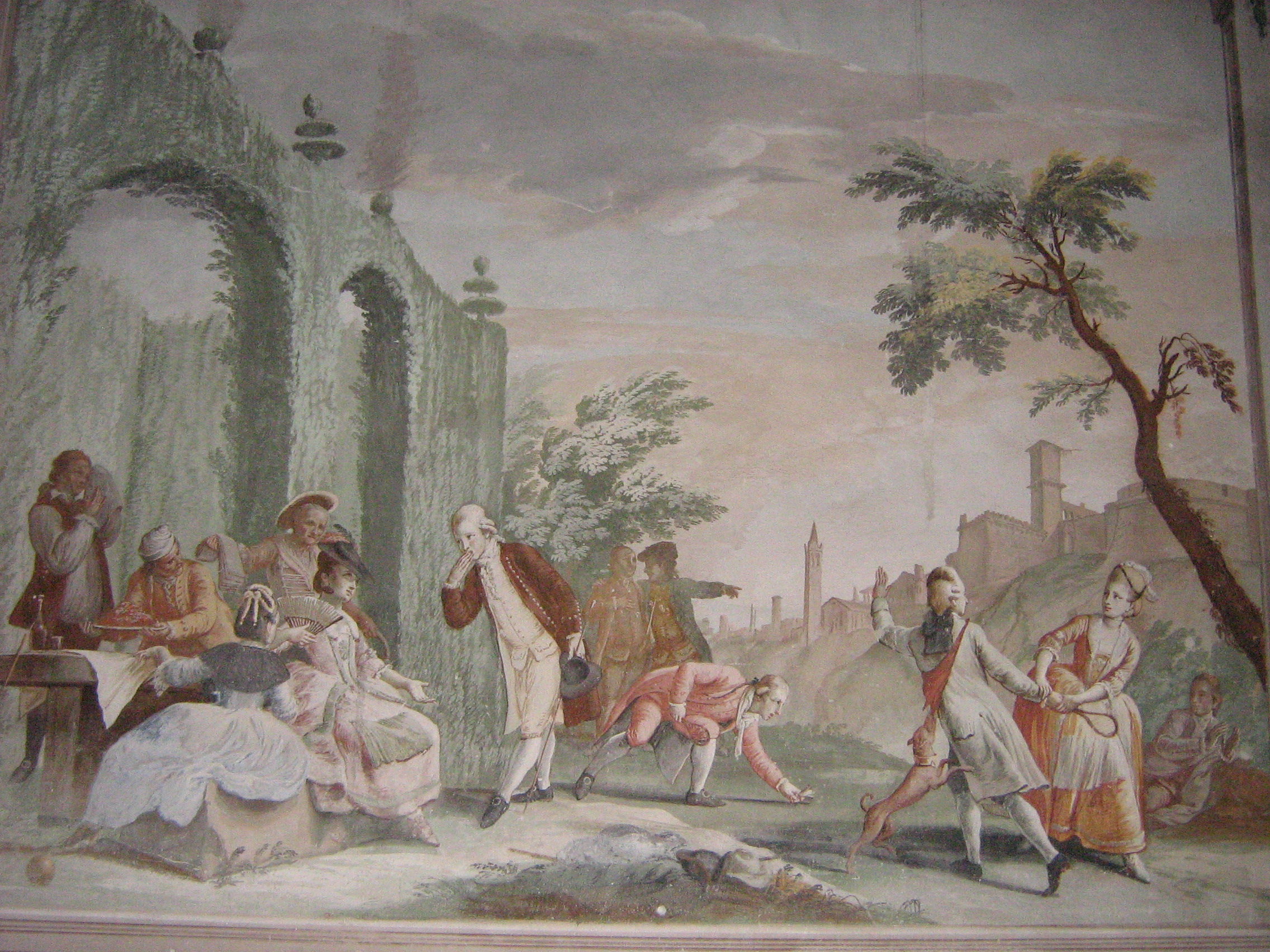
"Un trattenimento in giardino"

Il più grande mostra un trattenimento in giardino: Un gruppo di nobili trascorrono un pomeriggio di inizio autunno nei pressi del vallo di Cangrande sulle Torricelle, le colline che dominano Verona. Due gentiluomini giocano al volano; mentre uno sta raccogliendo il volano da terra, l'altro è alle prese con una dama che per dispetto vuole togliergli di mano la racchetta aiutata anche da un cane; all'estrema destra un uomo assiste compiaciuto alla scena; sullo sfondo due cavalieri guardano il paesaggio circostante e a sinistra un nobile non riesce a trattenere uno sbadiglio per la noia del momento. Intorno al tavolo ci sono anche una damigella e tre servi: uno intento ad asciugarsi il sudore, l'altro che se serve dell'uva, e un'altra che porge delle salviette.
Un altro affresco rappresenta la vendita dei purosangue. Esso mostra al centro il magistrato e il compratore che si accordano sul prezzo dei cavalli che compaiono a sinistra dell'opera. Vari nobili assistono alla scena. All'estrema destra è disegnata una targa in parte cancellata che recita: “Spolverini Buri 1776” (o 1778), probabilmente l'anno del connubio tra Girolamo Buri e Isotta Spolverini, padre e madre di Giovanni Danese Buri.
Nel terzo affresco è mostrato invece il gioco dei bambini nel giardino. Un giovane aristocratico tira un carrettino con sopra una bambina seguiti da un'altra bambina che corre. Sullo sfondo la madre e due gentiluomini assistono compiaciuti alla scena.
L'ultima opera in questa sala è un monocromatico che mostra la “perdita del gioco alle carte”: un nobile ha appena estratto la carta da gioco che gli fa perdere tutto quello che ha scommesso. È ritratto in piedi a coprirsi gli occhi per la disperazione. Il vincitore invece è composto e trionfatore.
Infine il soffitto originale è ornato da varie decorazioni dorate.

### La cappella

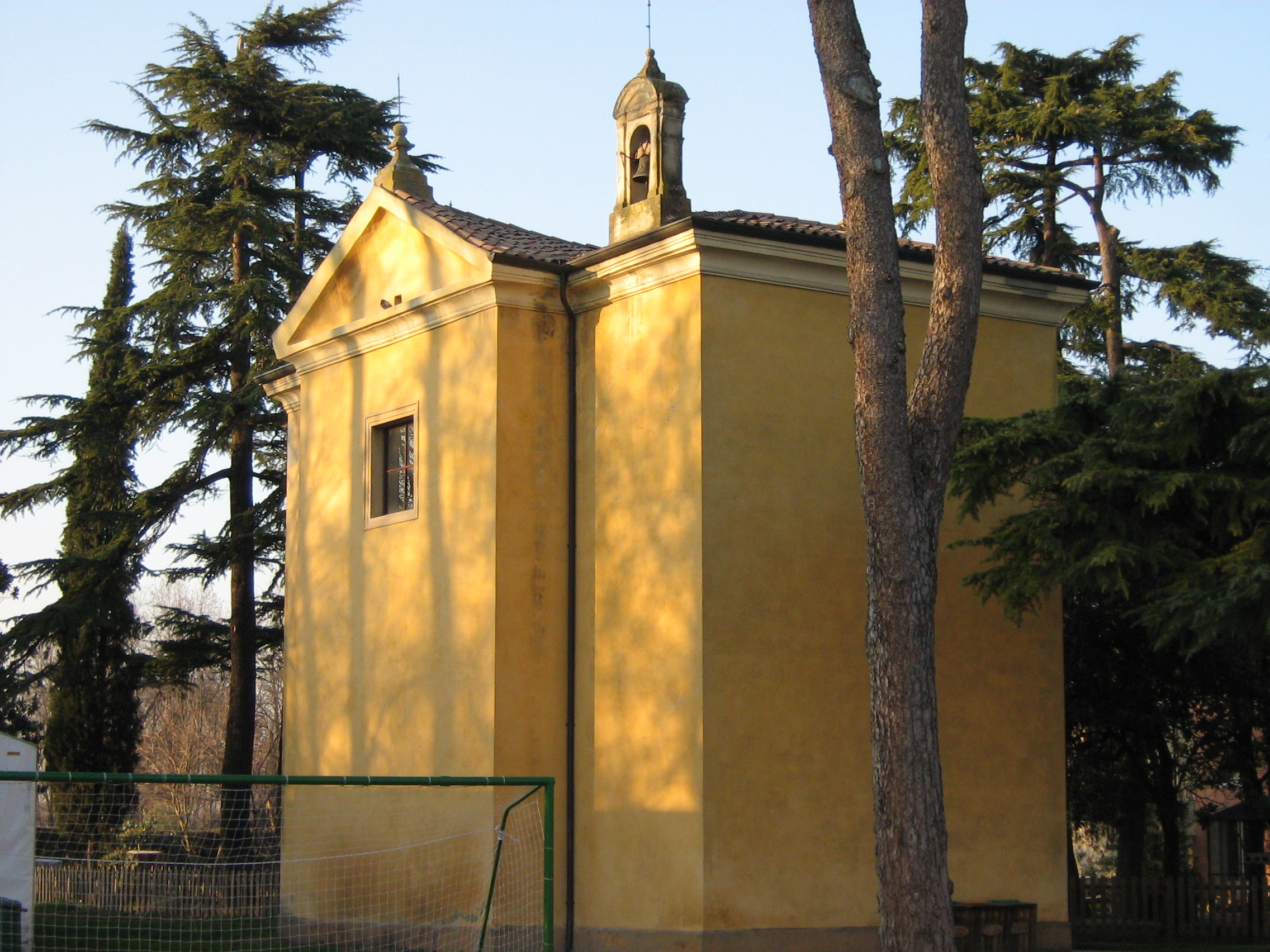
Veduta esterna della cappella di villa Buri

La cappella della famiglia Buri è posta vicino all'angolo sinistro della villa guardando la facciata sud. Questa, molto semplice architettonicamente, fu costruita da Alessandro Pompei nel 1700. La cappella era consacrata a san Matteo. Quando arrivarono i fratelli della Sacra la ribattezzarono appunto alla Sacra Famiglia. All'interno si trovano ancora lapidi sotto le quali sono sepolti alcuni esponenti della casata Buri. Oltre ai Buri ci sono dei Bernini, degli Spolverini, dei Guarienti a testimonianza dei legami che i Buri avevano con altre famiglie aristocratiche veronesi.
Anche la cappella fu vittima del saccheggio avuto al termine della guerra. Essa era riccamente decorata e teneva anche la pala d'altare del Caroto, successivamente donata dall'ultimo Bernini Buri, Giuseppe.

### Il casino di caccia
Dalla parte opposta alla cappella c'è quello che era il casino di caccia, per molti anni rimasto allo stato di rudere, è stato ristrutturato nel 2025.

### La casa della servitù
A fianco alla villa c'è quella che era la casa della servitù. L'orologio che possiede è privo di lancette, queste ultime portate via dai tedeschi nella guerra. Oggi all'interno c'è un asilo.

### La barchessa
Come tutte le ville venete anche villa Buri aveva una barchessa. Questa posta dietro alla casa della servitù e dentro a dei portici possedeva le stalle, le cucine, i magazzini e altri locali di servizio. In passato magazzino dell'associazione Amici di Villa-Bosco Buri, dopo essere stata ristrutturata è oggi adibita a foresteria della base scout "Mario Mazza"; l'inaugurazione è avvenuta il 17 ottobre 2020.

### La casa dei lavoranti
Vicino alla barchessa c'è quella che era la casa dei lavoranti, ossia le persone che lavoravano le terre dei Buri intorno al parco. Oggi è di proprietà di un privato.

### I chioschi
Nel prato a nord della villa ci sono due chioschi che usavano i conti Buri per passare le serate estive assieme a ospiti. Venivano anche utilizzati come depositi per materiale da giardinaggio. All'interno sono decorati a mosaico.